# Sat (Einheit)
Sat, auch Satari, war ein Getreidemaß in Siam, dem heutigen Thailand. Andere trockene Früchte wurden auch damit gemessen. Sat ist auch die Bezeichnung für ein Gefäß aus Bambusrohr.
- 1 Sat = 125 Pfund Markgewicht